# بوستان جنگلی مخمل‌کوه
پارک جنگلی مخمل‌کوه یکی از پارک های طبیعی اطراف شهر خرم‌آباد است. مساحت این پارک ۵۰۰ هکتار است. پارک جنگلی مخمل‌کوه در مسیر خرم‌آباد به الشتر و در کیلومتر ۱۵ این جاده واقع شده و دارای جاده دسترسی آسفالت، آلاچیق و دیگر امکانات رفاهی است.